# Bucklandiella cucullatifolia
Bucklandiella cucullatifolia là một loài Rêu trong họ Grimmiaceae. Loài này được (Hampe) Bednarek-Ochyra & Ochyra mô tả khoa học đầu tiên năm 2003.